# Aruncus
Genre
Aruncus est un genre de plantes à fleurs de la famille des Rosacées.
Ce genre ne comprend en Europe qu'une seule espèce, Aruncus dioicus, la Barbe de bouc.

## Synonymie
- Aruncus Philippi, 1902 est un synonyme du genre d'amphibiens Rhinella Fitzinger, 1826

## Espèces du genreAruncus
- Aruncus aethusifolius Nakai (Corée).
- Aruncus dioicus (Walter) Fernald, 1939 (Hémisphère nord)
- Aruncus gombalanus (Handel-Mazzetti) Handel-Mazzetti (Est de l'Asie)
- Aruncus sylvester Kostel. ex Maximowicz: (Asie)